# Jeugdserie
Een jeugdserie of jeugdfeuilleton is een televisieserie voor de jeugd. Ze bestaat uit verschillende afleveringen, die samen een afgerond geheel vormen.

## Lijst van jeugdseries

### Vlaanderen
- Amika
- Axel Nort
- Buiten De Zone
- Dag Sinterklaas
- De Kat
- De Boomhut
- En Daarmee Basta!
- Fabian van Fallada
- Ghost Rockers
- Het Huis Anubis
- Het Liegebeest
- Het zwaard van Ardoewaan
- Interflix
- Jacobus en Corneel
- Johan en de Alverman
- Kapitein Zeppos
- Keromar
- Kulderzipken
- #LikeMe
- Merlina
- Postbus X
- ROX
- Samson en Gert
- Spring
- W817
- Galaxy Park

### Nederland
- Bad Candy was here
- Bassie en Adriaan
- Bij Sinterklaas
- Brugklas
- De bende van Sjako
- De Club van Sinterklaas
- De Zevensprong
- Ffukkie Slim
- Fort Alpha
- Het Grote Sinterklaasverhaal
- Het Huis Anubis
- Kanaal 13
- Kip
- Kunt u mij de weg naar Hamelen vertellen, mijnheer?
- Misfit
- Orimoa
- Pompy de Robodoll
- Q & Q
- SpangaS
- Spetter!
- Suske en Wiske
- Swiebertje
- Thomas en Senior
- TopStars
- VRijland
- Zeeuws Meisje
- ZOOP

### Andere
- BeetleBorgs
- Breaker High
- Dennis en Knarser
- Flipper
- Het meisje uit het jaar 3000
- Lassie
- Masked Rider
- Ninja Turtles: The Next Mutation
- Pippi Langkous
- Power Rangers
- Renford Rejects
- Saved by the Bell
- Skippy
- Sweet Valley High
- The Tribe
- Unfabulous